# The Suburbs
《The Suburbs》는 2010년 8월 2일에 발매된 아케이드 파이어의 음반이다.

## 평가
| 전문가 평가         | 전문가 평가 |
| 총 점수             | 총 점수     |
| 출처                | 점수        |
| ------------------- | ----------- |
| AnyDecentMusic?     | 8.6/10      |
| 메타크리틱          | 87/100      |
| 평가 점수           |             |
| 출처                | 점수        |
| 가디언              | [ 3 ]       |
| 디 A.V. 클럽        | A－         |
| 로스앤젤레스 타임스 | [ 5 ]       |
| 롤링 스톤           | [ 6 ]       |
| 스핀                | 9/10        |
| 엔터테인먼트 위클리 | A－         |
| 올뮤직              | [ 9 ]       |
| 인디펜던트          | [ 10 ]      |
| 피치포크            | 8.6/10      |
| NME                 | 9/10        |

“The Suburbs”는 음악 평단으로부터 극찬을 받았다. 주요 매체의 리뷰를 모아 점수를 매기는 리뷰 애그리게이터 웹사이트 메타크리틱에서는 43개의 리뷰를 토대로 100점 만점에 평균 87점이 매겨지면서 90점의 “Funeral”을 뒤로 하고 전작 “Neon Bible”과 함께 두 번째로 높은 점수를 받았다. AnyDecentMusic?에서는 40개의 리뷰로 10점 중 8.6점이 매겨졌다.
인디펜던트의 앤디 길은 음반에 대하여 사색적이고 향수를 불어일으킨다고 쓰며 "데뷔작이 축하, 전작이 불안의 분위기라면 이번 작품은 과거에 대한 반성이 현재의 불확실성과 걱정으로부터 진정한 피난처를 제공하는 듯한 분위기가 지배적이다"라고 표현하였다. Q는 별 다섯 개 만점을 주며 "노래를 만듦에 있어서 큰 도약"이라고 묘사하였고, "어쩌면 그들의 명작에 도달하였을 지도 모른다"고 극찬하였다. BBC 뮤직의 마이크 다이버는 복잡하고 매력적인 작품이라고 소개하며 밴드의 “OK Computer”라고 부를 수 있으며, 더 나은 작품이라고 이야기하였다. 올뮤직의 제임스 크리스토퍼 몽거는 "Y 세대를 위해 만든 리처드 링클레이터 감독의 “멍하고 혼돈스러운”같은 느낌이 든다"고 평하였다. 컨시퀀스에 리뷰를 올린 마이클 로프맨은 A＋를 주었다. 로프맨은 아케이드 파이어가 “The Suburbs”로 "이전의 장소를 천천히 한 거리, 한 거리 방문한다"고 하였다. 로스앤젤레스 타임스의 마거릿 왜플러는 별 네 개 중 세 개 반을 주면서 "쓴맛만큼이나 애정을 보여주는 성공적인 러브레터"라고 묘사하였다.
모조는 별 네 개를 주며 "아케이드 파이어가 고향으로 돌아왔고, 그로 인해 더욱 행복해졌다는 사실을 알려준다"고 호평하였다. NME의 에밀리 맥케이는 음반을 R.E.M.의 “Automatic for the People”에 빗대며 거의 완벽하다고 찬사를 보냈고, 시카고 트리뷴의 그렉 콧은 "어디에든 있을 수 있는 곳을 소재로 잡아 개인적이고 깊은 그리움으로 들어찬 수백만 명의 유년기를 보편적으로 묘사하고 있다"고 이야기했다. 롭 셰필드는 롤링 스톤에 쓴 리뷰에서 별 네 개를 주며 이전의 두 작품이 부모로부터 숨은 겁에 질린 아이에 관한 것이었다면, “The Suburbs”는 더 표현하기 어려운 부모의 관점에서의 가정을 묘사했다고 표현하였다. 이브닝 스탠더드의 릭 피어슨은 "일부는 이해하지 못하겠지만, 대부분의 나머지 사람들은 단조로움이 더 낫다는 것에 동의할 것"이라고 언급하며 별 다섯 개 중 네 개를 주었다. 빌보드에 글을 기고한 미카엘 우드는 "포크 록부터 펑크, 베를린 시기 때의 보위 느낌"까지 이전보다 훨씬 더 스타일적인 영역이 넓어졌다고 글을 작성하였다.
가디언의 알렉시스 페트리디스는 이전에는 느끼거나 볼 수 없었던 유머에 대한 감각이 처음으로 생겼다고 언급하며 별 네 개를 주었으며, 자매지인 옵저버의 키티 엠파이어는 "데뷔작에 대한 어린 시절의 향수를 되새기며 전작의 권위적인 두려움을 간직하고 있다"고 리뷰하였다. 피치포크는 10점 만점에 8.6점을 주었으며, 리뷰어 이언 코언은 "현실을 도피하기 위해 록 음악을 듣는다면 아마 아케이드 파이어의 음반같지 않다고 느껴질 수도 있다"고 말하며 “Funeral”처럼 "삶에 대한 긍정적인 메시지를 권한다. '우리는 모두 이곳에 함께 있다'라는 메시지를"로 리뷰를 끝마쳤다. 스핀의 데이비드 머치스는 "윌리엄 깁슨의 SF 소설과 소닉 유스의 기타 대장정의 디스토피아적 분위기를 갈망한다"고 언급하였으며, 디 A.V. 클럽의 노엘 머레이는 ‘No Cars Go’의 연장선같은 느낌이라고 평가하였다. 언컷의 알라스테어 맥케이는 "안전과 지루함 사이에 있는 나쁜 땅을 탐험하고 있다. 향수를 불러일으키고 있지만, 동시에 미래에 대한 공포감도 가지고 있다. 또한 고통과 즐거움, 상실과 희망이 공존한다. 마치 마취가 풀리는 기분이다"라고 묘사하였다. 엔터테인먼트 위클리의 레아 그린블랫은 "몇 번이고 특정한 테마로 돌아간다. 어린 시절, 소외감, 그리고 이름뿐인 교외는 미묘함을 가지고 있다"고 이야기하면서 A－로 평하였다.

## 트랙 리스트
전체 작사·작곡: 아케이드 파이어
| #            | 제목                                       | 재생 시간 |
| ------------ | ------------------------------------------ | --------- |
| 1.           | 〈The Suburbs〉                            | 5:15      |
| 2.           | 〈Ready to Start〉                         | 4:15      |
| 3.           | 〈Modern Man〉                             | 4:39      |
| 4.           | 〈Rococo〉                                 | 3:56      |
| 5.           | 〈Empty Room〉                             | 2:51      |
| 6.           | 〈City with No Children〉                  | 3:11      |
| 7.           | 〈Half Light I〉                           | 4:13      |
| 8.           | 〈Half Light II (No Celebration)〉         | 4:25      |
| 9.           | 〈Suburban War〉                           | 4:45      |
| 10.          | 〈Month of May〉                           | 3:50      |
| 11.          | 〈Wasted Hours〉                           | 3:20      |
| 12.          | 〈Deep Blue〉                              | 4:28      |
| 13.          | 〈We Used to Wait〉                        | 5:01      |
| 14.          | 〈Sprawl I (Flatland)〉                    | 2:54      |
| 15.          | 〈Sprawl II (Mountains Beyond Mountains)〉 | 5:25      |
| 16.          | 〈The Suburbs (Continued)〉                | 1:27      |
| 총 재생 시간 | 총 재생 시간                               | 63:55     |

| #   | 제목                                        | 재생 시간 |
| --- | ------------------------------------------- | --------- |
| 17. | 〈Culture War〉                             | 5:14      |
| 18. | 〈Speaking in Tongues〉 (feat. David Byrne) | 3:51      |
| 19. | 〈Ready to Start〉 (Damian Taylor Remix)    | 7:52      |
| 20. | 〈Sprawl I〉 (Demo)                         | 2:55      |

참고
- 음반의 LP 버전에서는 ‘Suburban War’가 15번 트랙에 위치해 있다.[24]
- 디럭스 에디션에는 ‘Wasted Hours’가 ‘Wasted Hours (A Life That We Can Live)’로 바뀌고, 재생시간이 4분 25초로 변경된다.[25]